# سويتشي أكاي
شويتشي أكاي (باليابانية:赤井 秀一) مواليد 2 سبتمبر 1981 في اليابان، هو لاعب كرة قدم ياباني. يلعب كلاعب وسط.

## المسيرة الاحترافية

### أندية لعب لها
- إهيمه إف سي

## روابط خارجية
- سويتشي أكاي على موقع رابطة كرة القدم اليابانية للمحترفين (اليابانية)
- سويتشي أكاي على موقع قاعدة بيانات كرة القدم.إي يو (الإنجليزية)
- سويتشي أكاي على موقع Soccerway.com (الإنجليزية)